# 楠蒂科克 (馬里蘭州)
楠蒂科克（英語：Nanticoke）是位於美國馬里蘭州威科米科縣的一個普查規定居民點。

## 人口
根據2020年美國人口普查的數據，楠蒂科克的面積為6.83平方千米，當中陸地面積為6.80平方千米，而水域面積為0.02平方千米。當地共有人口228人，而人口密度為每平方千米33.38人。